# Stephen Pearce
Pour les articles homonymes, voir Pearce.
Stephen Pearce, né à Londres en 1819 et mort en 1904, était un peintre britannique notable pour ses portraits et portraits équestres. Quarante-quatre d'entre eux se trouvent dans la National Portrait Gallery de Londres, qui contient également deux de ses autoportraits.